# James Cutler Dunn Parker
James Cutler Dunn Parker (Boston, 2 de juny de 1828 - Brookline, Massachusetts, 27 de novembre de 1916) fou un compositor estatunidenc.
Estudià en la seva ciutat natal, i després, de 1851 a 1854, en el Conservatori de Leipzig. El 1862 fundà a Boston una societat coral, i de 1864 a 1891 fou organista de l'església de la Trinitat de Boston i per espai de molts anys de la Handel and Haydn Society. A més,va ésser professor del Col·legi de músics de la universitat i examinador del New-England Conservatory. Va compondre grans obres corals com Redemption Hymn, St. John, The life o man, Blind King, etc. També és autor d'obres didàctiques Manual of harmony (1855), i Theoretical and practical harmony (1870).